# 76 v.Chr.
Het jaar 76 v.Chr. is een jaartal volgens de christelijke jaartelling. 

## Gebeurtenissen

### Europa
- Gnaeus Pompeius Magnus arriveert met het Romeinse leger (3 legioenen) in Hispania.
- Quintus Sertorius sluit een alliantie met de Cilicische piraten, die strategische steunpunten in de Middellandse Zee bedreigen.

### Egypte
- De Romeinen bezetten Cyprus, Rome maakt Ptolemaeus van Cyprus schatplichtig en besluit tot confiscatie van de koninklijke goederen.

### Palestina
- Alexander Janneüs overlijdt tijdens de belegering van Gadara in Jordanië en wordt begraven in het fort Alexandrium.
- Salome Alexandra (76 - 67 v.Chr.) volgt haar man Alexander Janneüs op als koningin van de Joodse Hasmonese staat.
- In Judea wordt Hyrkanus II door zijn moeder Salome, benoemd tot Hogepriester van Jeruzalem.

## Geboren
- Gaius Asinius Pollio, Romeins consul en veldheer (overleden 5)

## Overleden
- Alexander Janneüs (~125 v.Chr. - ~76 v.Chr.), koning van de Joodse Hasmonese staat (Israël) (49)